# Castelo de Angers

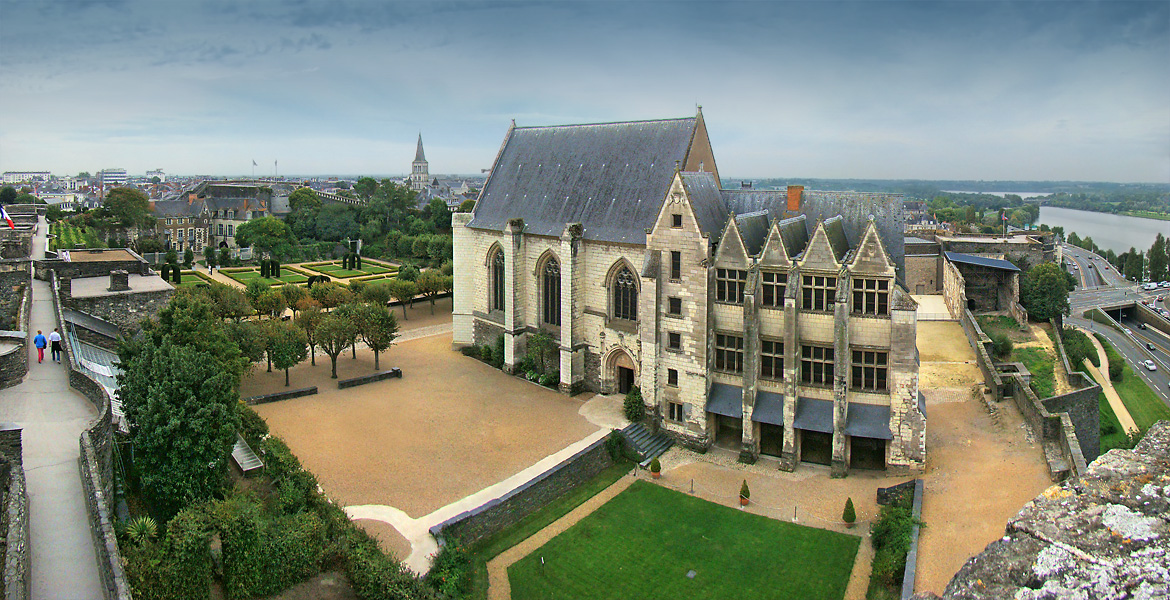
Pátio interior do Castelo de Angers visto do alto da Tour du Moulin.

O Castelo de Angers (em francês: Château d'Angers), também chamado de Château du roi René (Castelo do rei Renato - Renato I de Nápoles) é um castelo situado na cidade de Angers, no departamento de Maine-et-Loire, na França.
O local, um promontório xistoso que domina o Rio Maine, foi um dos locais ocupados pelos Romanos devido à sua estratégica posição defensiva.
O Castelo de Angers está classificado com o título de Monumento Nacional desde 1875.
Foi o terceiro monumento mais visitado na França durante as Jornadas do Património de 2009 (fora de Paris).

## Implantação
A localização do futuro Castelo de Angers é estratégica. O edifício veio a situar-se no flanco oeste da colina da cidade, o ponto mais alto de Angers, com 47 metros. A altitude do castelo oscila entre os 35 e os 45 metros, dominando o Rio Maine, que corre a uma altitude de cerca de 20 metros. A própria colina é composta por xisto com características de ardósia.

## História

### As primeiras ocupações

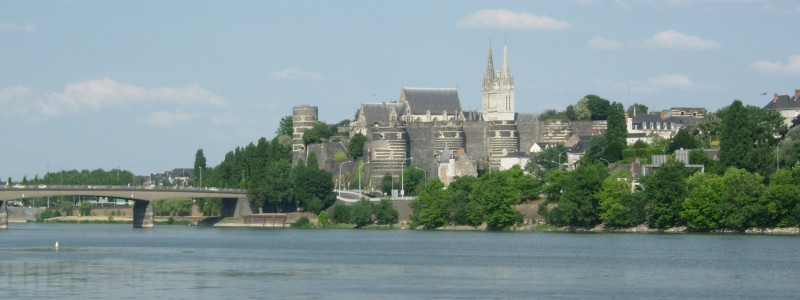
O Castelo de Angers visto da margem direita do Maine.

Em 1997, durante buscas preventivas, foi descoberto um cairn (monumento fúnebre) a oeste do pátio, sob os vestígios do antigo castelo condal. Construído em torno do ano 4500 a.C., o cairn é composto por quatro, talvez cinco, câmaras funerárias. Tinha cerca de 17 metros de diâmetro e estava inteiramente construído em lajes de xisto. Além disso, a realização dessas placas deixa perceber o controle da explorção de ardósia desde o Neolítico.
Poucos indícios deixam pensar que o sítio foi ocupado em seguida pela tribo gaulesa dos Andecavos. Como vingança, foi ocupado pelos Galo-romanos, ao mesmo tempo que se implantava a cidade de Juliomagus. Inicialmente consagrado à habitação, os romanos construiriam na extremidade do promontório um terraço antigo dominando as margens do Maine, no qual integrariam um edifício, talvez um templo.
No fim do século III, as migrações de povos germânicos trouxeram um estado de insegurança crescente. Os habitantes da região refugiaram-se, então em Juliomagus e rodearam a cidade com uma cerca de 10 a 12 metros de altura. Uma parte das muralhas galo-romanas atravessam o actual castelo de oeste a leste. Na sua extremidade oeste, sob a Galeria do Apocalipse, ao nível da Capela Saint-Laud, encontram-se os vestígios duma torre da cerca urbana. Também se encontra, igualmente, uma porta, mencionada como "porte de Chanzé", cujos vestígios se encontram enterrados sob as defesas sudoeste.

### O palácio condal

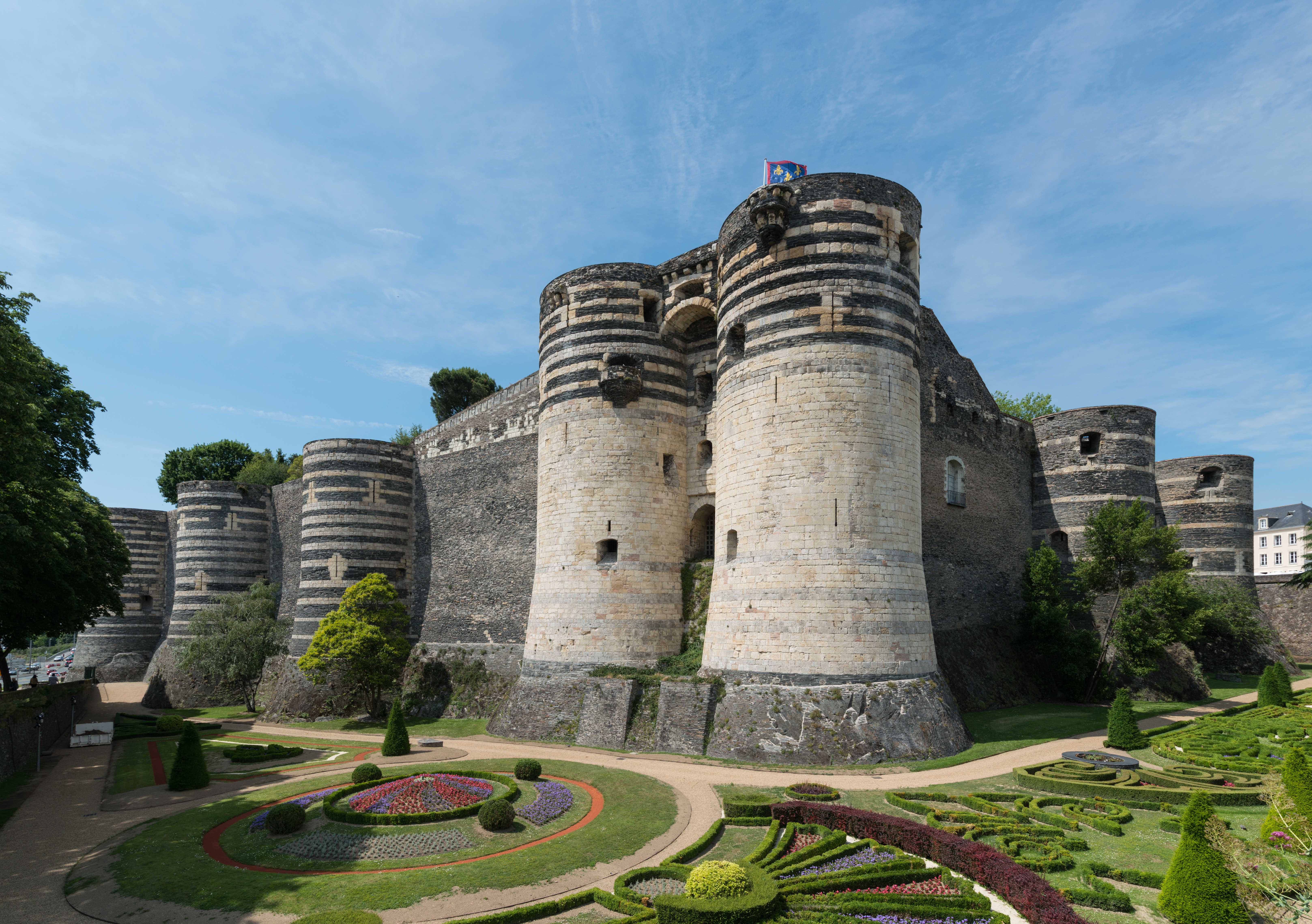
Topo sul do Castelo de Angers.

Em 851, o Bispo de Angers permitiu ao Conde d'Anjou que se instalasse num terreno "perto do recinto". Esta posição permitia vigiar o Maine numa época em que Angers estava vulnerável aos ataques normandos. Isso não os impediria de assaltar várias vezes a cidade. No mesmo período, os bretões efectuaram ataques em Anjou e tomaram conta duma parte do território angevino.
Uma vez terminado o período de agitação e invasões, os Condes d'Anjou fizeram, então, edificar o primeiro castelo. Este jamais viria a sofrer um cerco e seria muito pouco fortificado, pois os Condes Anjou acabaram, pouco a pouco, por submeter o Poitou, o Maine e, por fim, a Normandia e a Aquitânia. O castelo é mencionado como uma aula e não como um castrum. Deste modo, era constituído na sua maior parte por edifícios de habitação. A Grande Sala, ou Aula, foi construída na extremidade oeste do promontório, provavelmente sobre o terraço antigo, enquanto uma cozinha tomava apoio na antiga cerca galo-romana. Uma porta fortificada foi desobstruída em 1953: sólida (11 metros por 8), desempenhava, sem dúvida, o papel de cárcere.
Por volta do século XII, o castelo passou para o controle da dinastia dos Plantagenetas. Em 1132 foi devastado por um incêndio. Ao ser reconstruído, a Grande Sala foi duplicada, para o lado do Maine, com vários apartamentos e foi erguido um portão.
Por fim, foi edificada a Capela Saint-Laud, no exterior do recinto romano, sobre a qual apoia a fachada norte. Trata-se duma capela de nave única, abobadada em berço arqueado, apresentando apenas uma absidíola na fachada sul. Angers é, então, o coração do Império Plantageneta.

### A fortaleza real

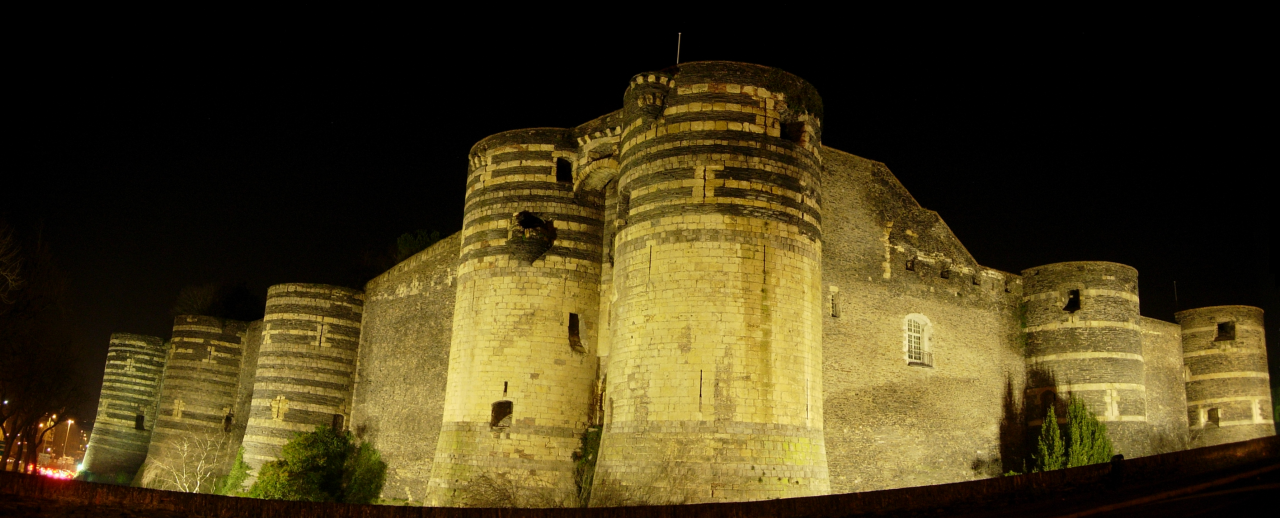
Vista panorâmica nocturna do Castelo de Angers.

Em 1204, depois de batalhas, a região foi conquistada pelo rei de França Filipe II, o qual confiscou o Anjou a João Sem Terra e juntou a província ao domínio real. Este facto deslocou, então, as fronteiras reais para mais próximo do Ducado da Bretanha, que não esconde a sua hostilidade ao Reino de França. O Duque da Bretanha, Pierre de Dreux, desafiou a autoridade de Luís IX, neto de Filipe II, chegando a conquistar Angers em 1227, mas as suas forças rapidamente foram expulsos pelas tropas do rei e a cidade voltou para a Coroa. Pouco depois, o monarca resolveu transformar o castelo num bastião que pudesse desafiar os bretões.

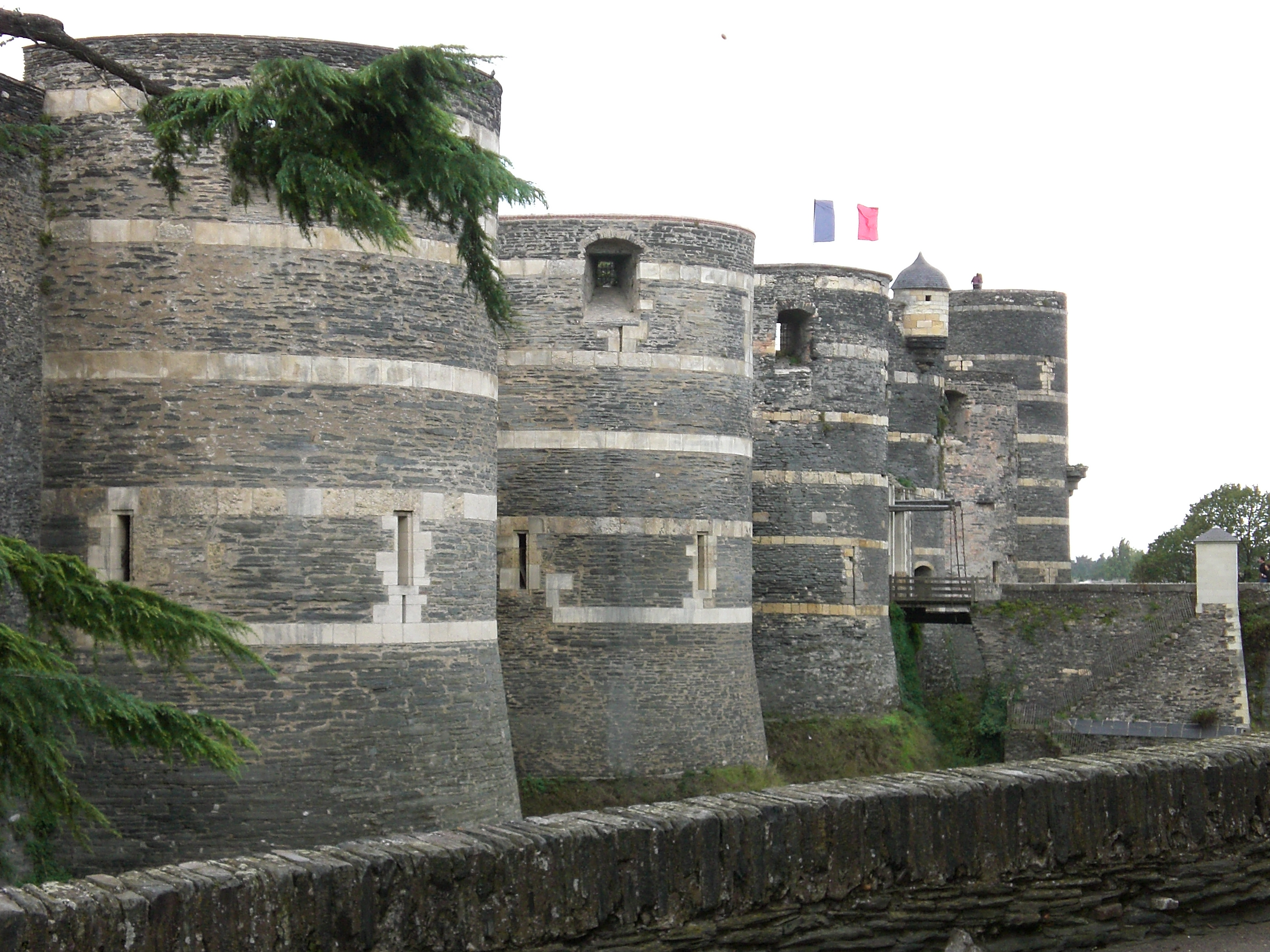
Sequência de torres nas muralhas do Castelo de Angers.

Em 1230, incentivado pela regente Branca de Castela, começava a construção duma grande fortaleza real. Para a completar, Luís IX foi obrigado a expulsar os cónegos de Saint-Laud, assim como uma parte dos habitantes da cidade, a fim de poder erigir uma fortaleza que se estenderia por 2,5 hectares. Perto dum quarto da antiga cidade foi, então, destruída para permitir a ampliação da fortaleza. A construção do castelo demorou uma dúzia de anos (1230-1242). Trata-se do acto de nascimento da fortaleza tal como a percebemos hoje: um recinto com mais de 800 metros de comprimento, pontuado por 17 torres. Só o flanco norte, abrupto face ao Maine, não foi fortificado. No entanto, Luís IX não se ficou pelo castelo, decidindo, igualmente, englobar a cidade numa cerca urbana.
Em 1246, Anjou foi deixado ao Infantado, sendo herdado por Carlos I da Sicília, irmão mais novo de Luís IX e filho póstumo de Luís VIII de França, o qual estará na origem da Dinastia Capetingia de Anjou. Porém, chamado pelo papa à Itália, Carlos e os seus sucessores pouco deixaram da sua marca no castelo, que volta à posse real em 1290. Angers perdera, então, o seu papel político e os edifícios habitacionais degradavam-se.

### O castelo ducal

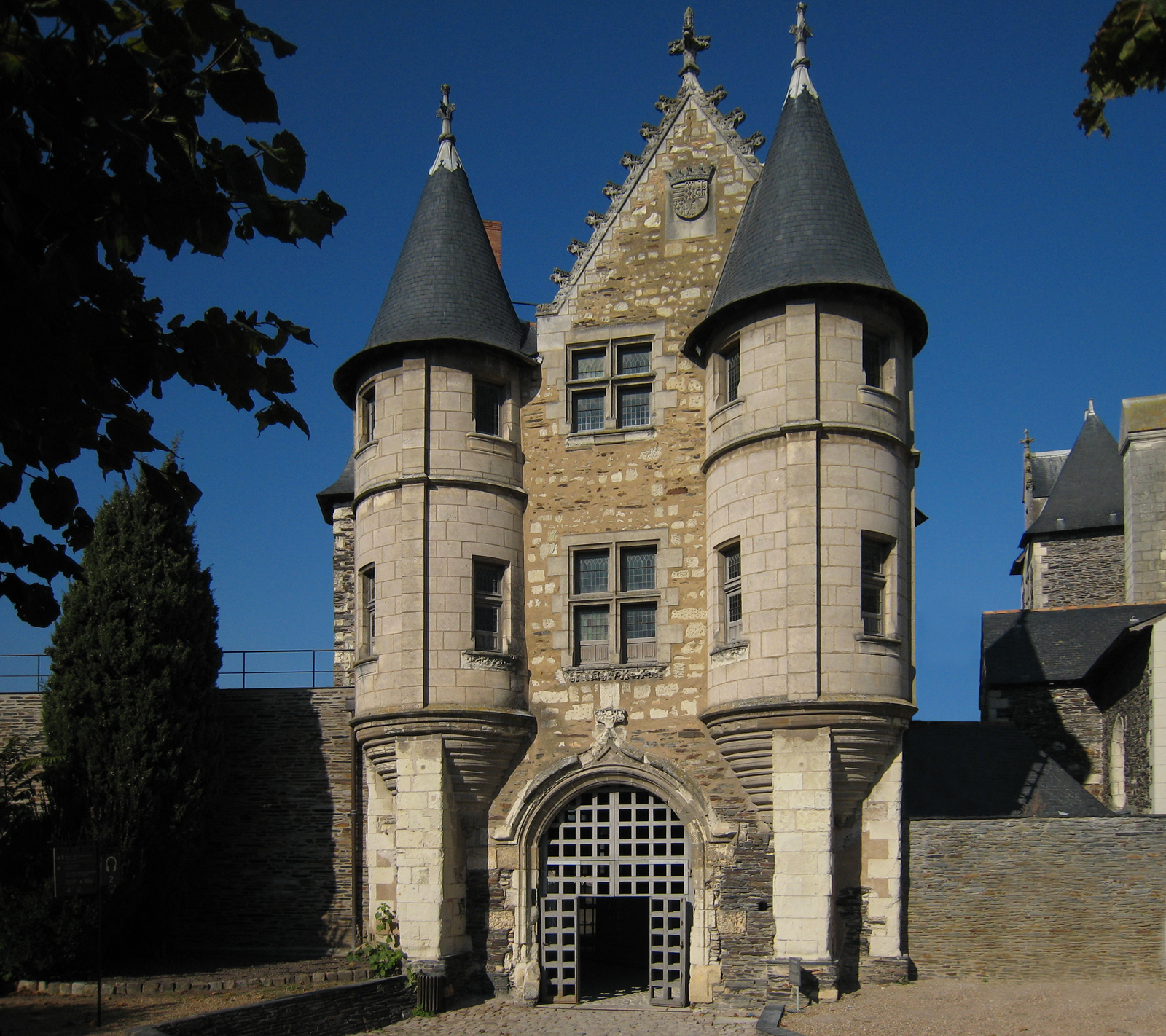
Châtelet: a entrada da majestosa área residencial.

Em 1352, João II deu o castelo ao seu filho, Luis I de Nápoles. Anjou tornou-se ducado em 1360 e uma nova dinastia, surgida da Casa de Valois, tomou lugar em Angers.
Casado com a filha do rico Duque da Bretanha, Luís teve que modificar o castelo. Começou por renovar o alojamento do sénéchal, por trás da Porta da Cidade, antes de 1370, tendo depois remodelado a Grande Sala, na qual perfurou novas janelas e onde instalou uma monumental chaminé. Mandiu, igualmente, construir uma nova cozinha, quatro vezes maior, que a antiga cozinha condal que lhe fica adjacente. Em 1373 encomendou a famosa Tapeçaria do Apocalipse ao pintor Hennequin de Bruges e ao tapeceiro parisiense Nicolas Bataille. Entre 1405 e 1412, Luís II de Nápoles, o filho e sucessor de Luís I, e a sua esposa, Iolanda de Aragão, mandaram erguer os apartamentos reais e a capela. A capela é uma sainte chapelle, o nome dado às igrejas que consagraram uma relíquia da Paixão. A relíquia em Angers foi uma lasca do fragmento da Vera Cruz, que havia sido adquirida por Luís IX.
Ainda na primeira metade do século XV, o infeliz delfim que, com a ajuda de Joana d'Arc, se tornar no Rei Carlos VII, teve de fugir de Paris e foi refugiar-se no santuário do Castelo em Angers.
Por fim, o Rei Renato acrescentou uma galeria à residência real e, depois, mandou construir o châtelet e uma série de corps de logis (alas habitacionais) na década de 1450.

### Regresso à autoridade real

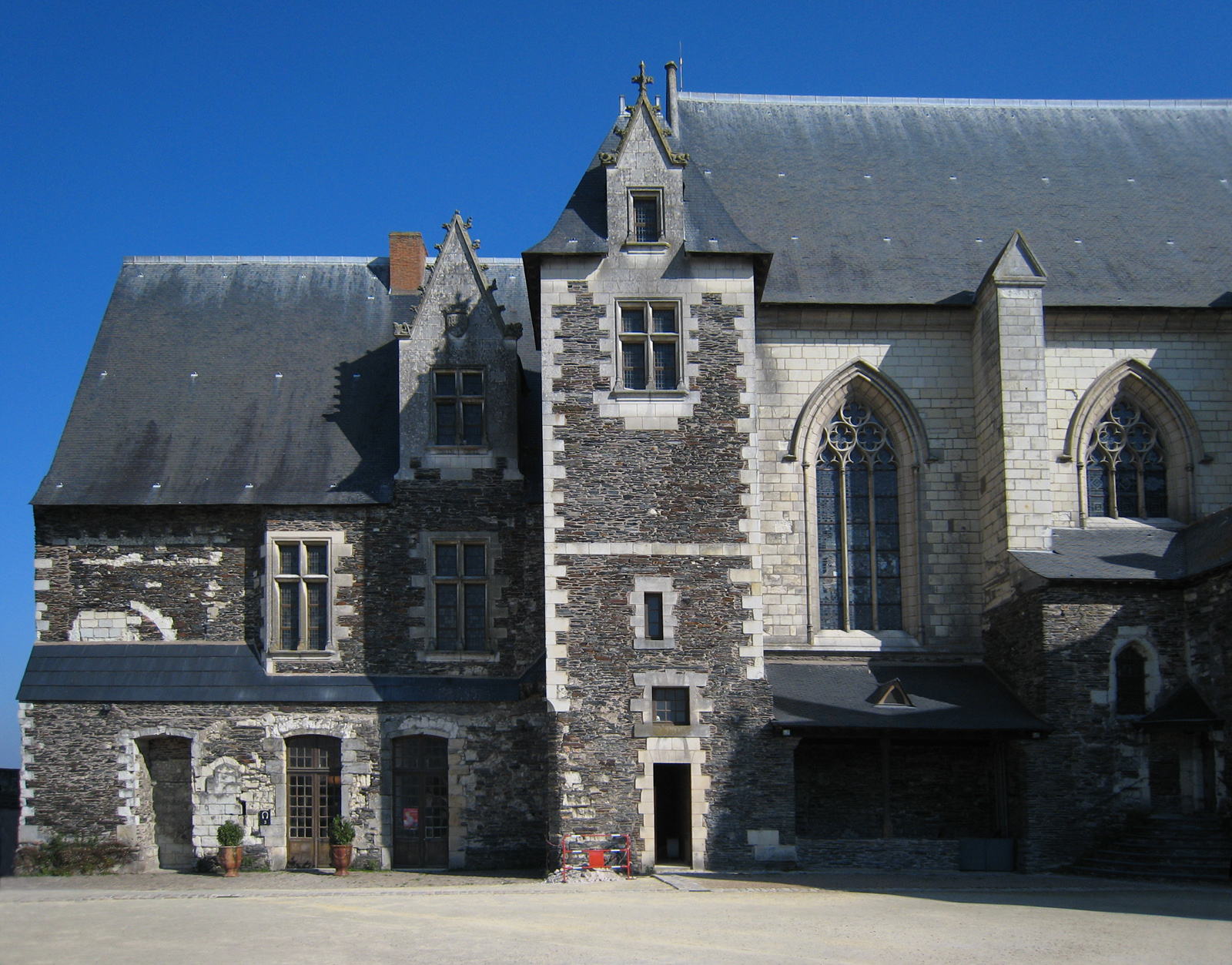
Ala de residência real com a capela adjacente.

Em 1562, Catarina de Médici tinha restaurado o castelo, fazendo dele uma poderosa fortaleza, mas, o seu filho, Henrique III, durante as Guerras de Religião, deu ordem para arrasar o lugar para que este não caísse nas mãos dos protestantes. Começou por reduzir a altura das torres, mas os trabalhos foram interrompidos. O monarca aproveitou as pedras do castelo para construir e desenvolver as ruas da cidade de Angers. No entanto, sob a ameaça de ataques por parte dos Huguenotes, o rei manteve as capacidades defensivas do castelo, tornando-o num posto militar e instalando terraços de artilharia no topo das torres.
Em 1661, Luís XIV ordenou a d'Artagnan que prendesse Nicolas Fouquet, superintendente das finanças, que o rei suspeitava ter desviado 12 milhões de libras do Tesouro Real (tinha realmente desviado 8 milhões). Depois da sua detenção no Château de Nantes (actual Palácio dos Duques da Bretanha), Fouquet foi conduzido ao Castelo de Angers. No entanto, não se demorou ali mais que um instante, pois o rei ordenou que Nicolas Fouquet fosse encarcerado na cidadela da Bastille (não a prisão de Paris).

### Da revolução aos nossos dias

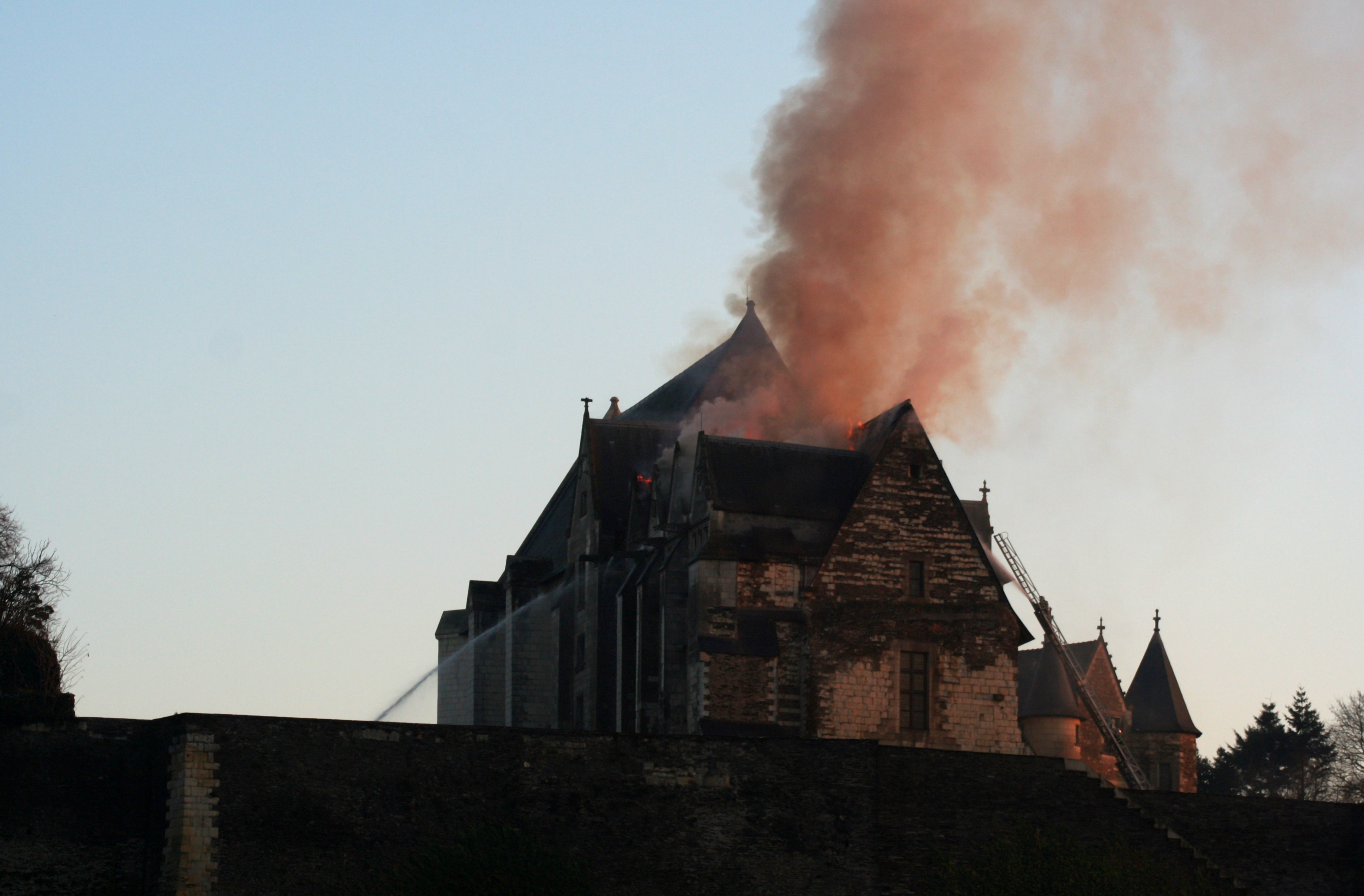
O incêndio do Castelo de Angers ocorrido a 10 de Janeiro de 2009.

No início de Messidor (fim de Junho de 1793), o castelo conseguiu resistir a um bombardeamento maciço por parte dos canhões do exército Vendeio. Face à impossibilidade de derrotar os partidários da revolução, os invasores acabaram por desistir.
Nesse período, foi criada uma academia militar no castelo para formar jovens oficiais nas estratégias de guerra. Numa ironia do destino, Arthur Wellesley, 1.º Duque de Wellington, mais conhecido por ter tomado parte na derrota de Napoleão Bonaparte na Batalha de Waterloo, foi treinado na Academia Militar de Angers.
Durante a Segunda Guerra Mundial, o castelo foi severamente danificado pelos nazis quando as munições armazenadas dentro do castelo explodiram.

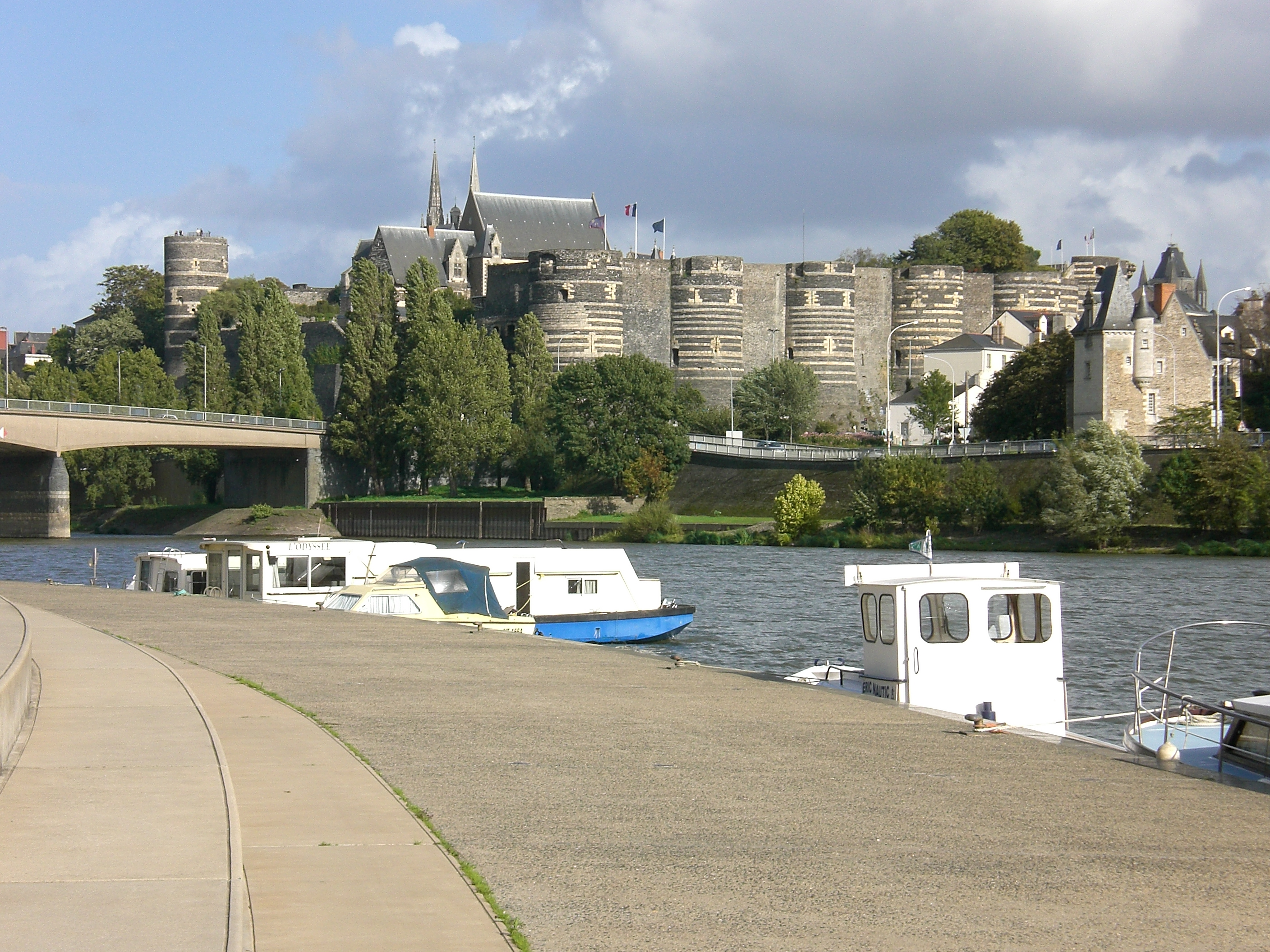
Vista geral do exterior do Castelo de Angers.

Hoje, pertencente à cidade de Angers, o sólido e austero castelo foi convertido num museu no qual está exposta a mais antiga e maior colecção de tapeçarias medievais de todo o mundo, com a "Tapeçaria do Apocalipse" como um dos seus inestimáveis tesouros. Trata-se duma célebre tapeçaria datada da Idade Média onde é relatado o Apocalipse segundo São João; o trabalho foi realizada pelo tecelão real Nicolas Bataille segundo desenhos de Hennequin de Bruges. Como já foi dito, a série de tapeçarias tendo por tema o Apocalipse foi encomendada em 1373 para Luís I d'Anjou, tendo sido acabada em 1382.
O castelo foi classificado como Monumento Histórico em 1875 e o pavilhão dito do Rei Renato, também chamado de cárcere, por despacho de 20 de Agosto de 1913.
O castelo é gerido pelo Centro dos Monumentos Nacionais (Centre des monuments nationaux).
No dia 10 de Janeiro de 2009, por volta das 16 horas, um incêndio devastou a ala da residência real. Ter-se-á devido a uma avaria dum aquecedor eléctrico. Graças à reacção dos funcionários, as preciosas tapeçarias foram postas a salvo e nenhuma das obras foi destruída. No entanto, o telhado do edifício ficou em chamas. Os estragos foram estimados em 2 milhões de euros. A Ministra da Cultura, Christine Albanel, declarou que a reconstrução do e edifício sinistrado estava programada para o segundo trimestre de 2009.

## Arquitectura
O Castelo de Angers é constituído pela fortaleza medeival e pela residência dos Duques de Anjou. Cada porta era defendida por uma dupla grade e os muros foram reforçados em 1592 por espessos baluartes de terra.
O castelo, tornado residência ducal, foi transformado a partir de 1360 e a capela foi edificada no início do século XV.

### A Porta dos Campos

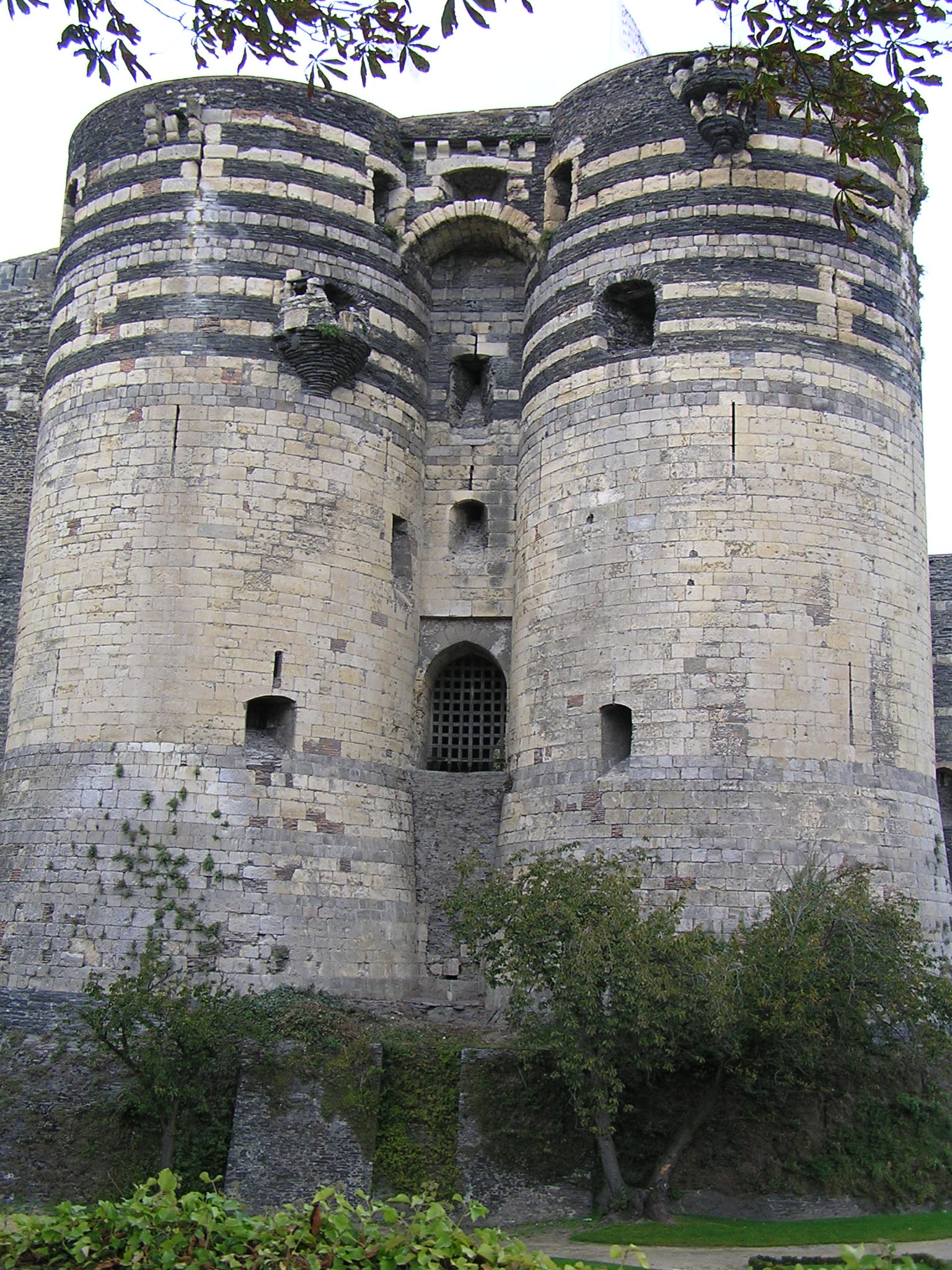
A Porta dos Campos vista de frente.

A Porta dos Campos permitia a ligação entre o castelo e o exterior da cidade de Angers.
É o elemento arquitectónico mais agradável do castelo. Dois terços do seu paramento exterior é coberto por tufo calcário. O último terço alterna entre estratos de tufo e estratos de xisto.
Duas torres flanqueiam uma porta carroceira, à qual se acedia por uma passarela dormente e depois por uma ponte levadiça que era accionada por uma única corrente a partir duma abertura situada acima da porta.
A defesa desta porta fazia-se, em primeiro lugar, por uma série de seteiras dispostas em renques nos quatro andares de que dispunha cada torre. Algumas dessas seteiras serão recuperadas e transformadas em canhoneiras. No século XVII XVIII, duas dessas canhoneiras foram revestidas com pequenos balcões semi-circulares com mísulas.
A entrada era, em seguida, guardada por uma série de quatro arqueiros (dois de cada lado) que chegavam ao mesmo nível da entrada. Esta última era, em seguida, defendida por um sistema de dupla grade, reforçada por uma boca assassina entre as duas. A grade que se vê actualmente é uma grade de origem, em madeira e cascos reforçados de ferro, datando provavelmente do XV-XVI.
Por fim, uma porta, da qual resta uma dobradiça e ps vestígios duma barra de bloqueio, reforçava esta entrada extremamente bem defendida.
No retiro da entrada encontra-se uma sala abobadada do século XIII que suportava as salas da guarda e sobre a qual ainda se apoia a Logis do Governador. O interior da torre é constituído por três salas com abóbadas em cruzaria apoiadas em seis bases. Estas são mais trabalhadas noutras torres da fortaleza e representam faces ou vegetais.

### A Porta da Cidade

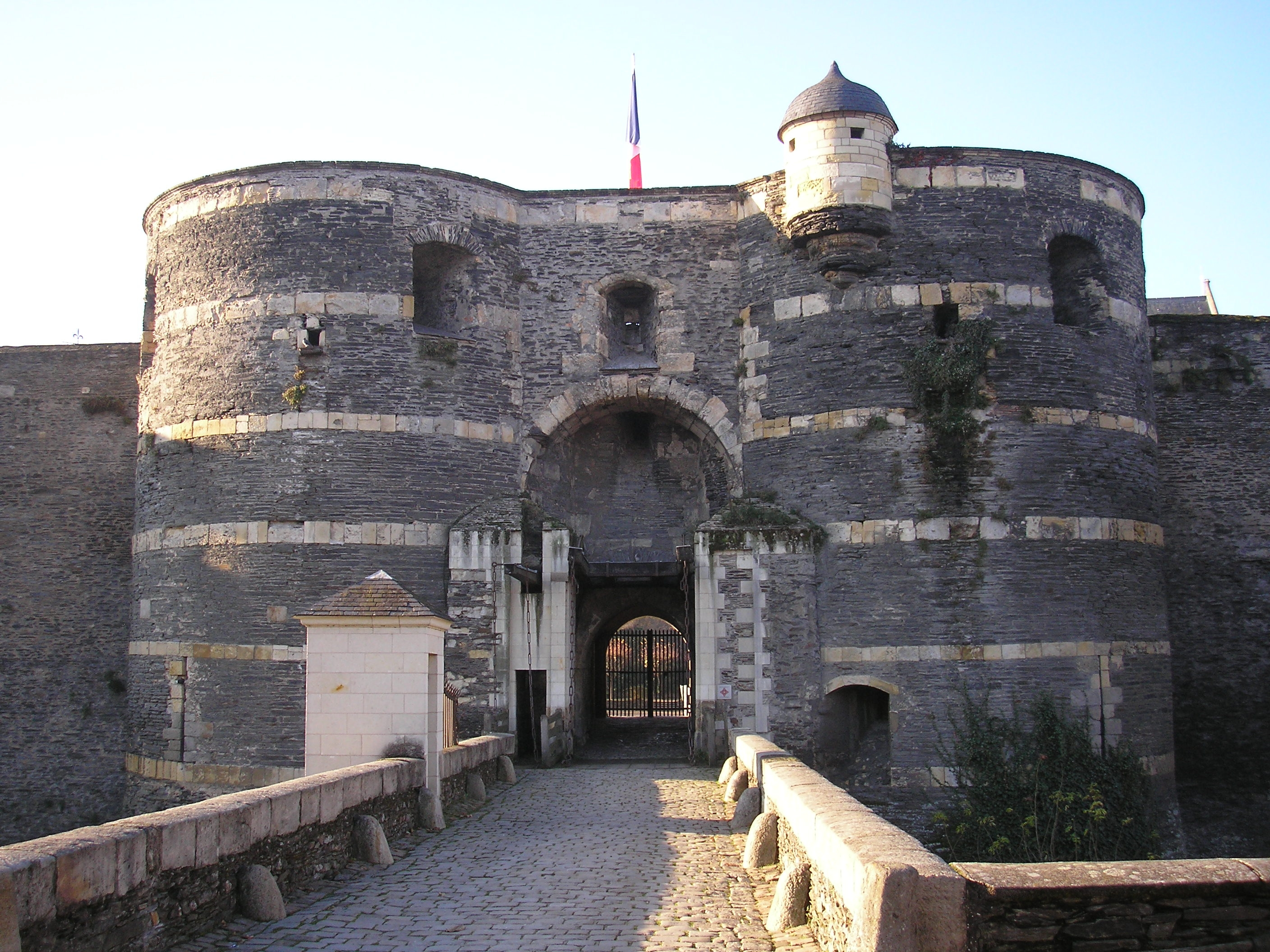
A Porta da Cidade vista de frente.

A Porta da Cidade assegurava antigamente a comunicação entre o castelo e a cidade de Angers. Em relação à Porta dos Campos, era menos cuidada, sendo constituída na sua maior parte por xisto, pontuado por linhas de tufo.
Esta porta é constituída por duas torres circulares que flanqueiam a passagem de entrada. Essa passagem foi remodelada no século XV ou no século XVI a fim de poder ser equipada com duas pontes levadiças: uma, de dupla flecha, para a passagem das carroças e a outra para a passagem dos peões.
A sua defesa era semelhante à da Porta dos Campos. Encontram-se vestígios de duas grades, entre as quais estava instalada uma boca assassina. Vários arqueiros protegiam a entrada, dos quais alguns foram adaptados a canhoneiras.
Atrás da porta encontravam-se as salas dos guardas, suportadas por uma passagem abobadada. Essas salas foram remodeladas por Luís I.

### A cerca e as torres
A fortaleza, construída por São Luís em 1230 compreende dezassete torres construídas com uma alternância de xisto e tufo. Estas estruturas têm uma altura de trinta metros e uma largura de cerca de dezoito, estando ligadas entre si.
As sólidas muralhas, construídas entre 1230 e 1240 por iniciativa do mesmo monarca têm um perímetro de cerca de 800 metros. Do lado norte, a escarpa do planalto é tal que os arquitectos não acharam necessário completar as defesas.

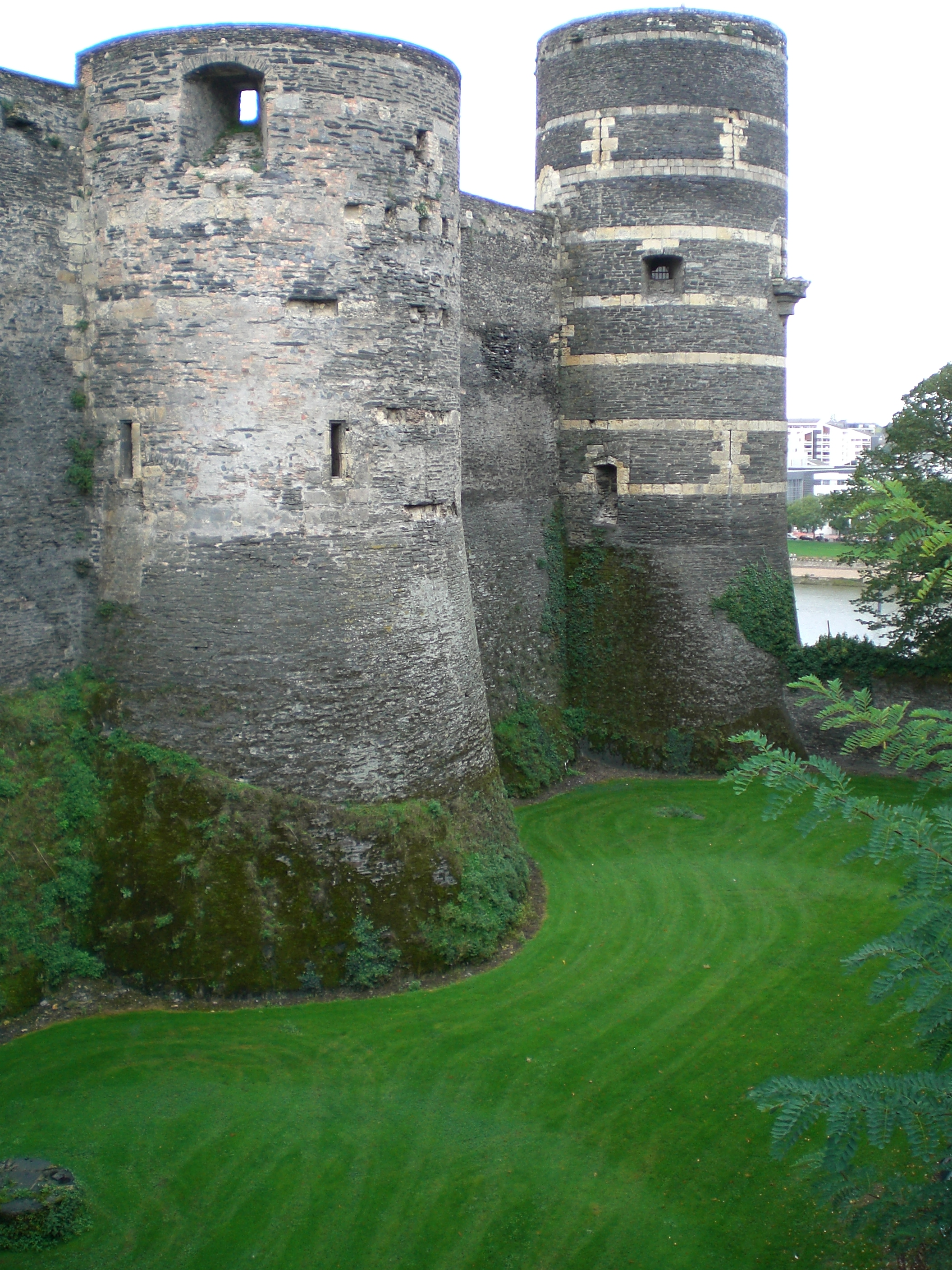
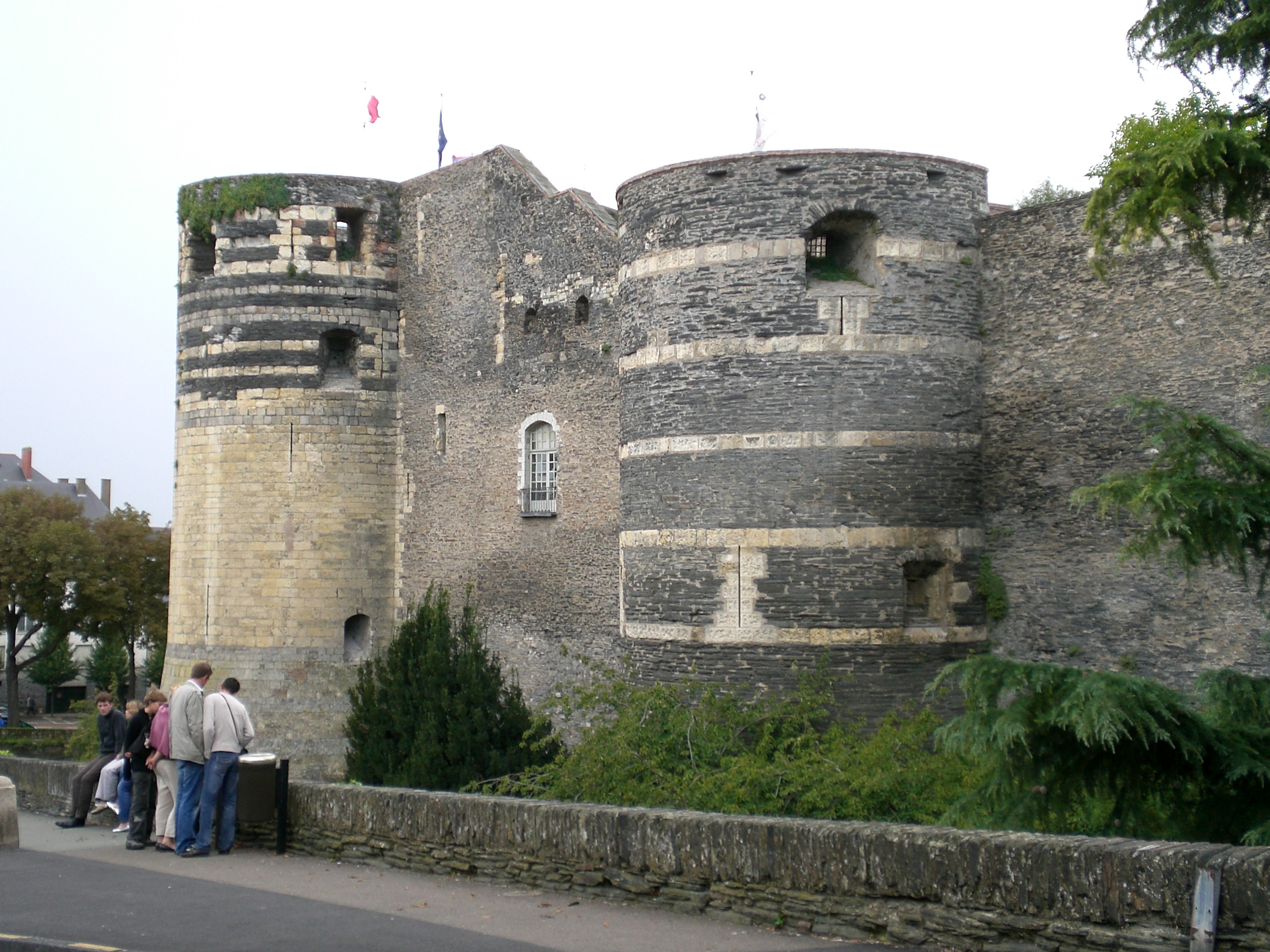
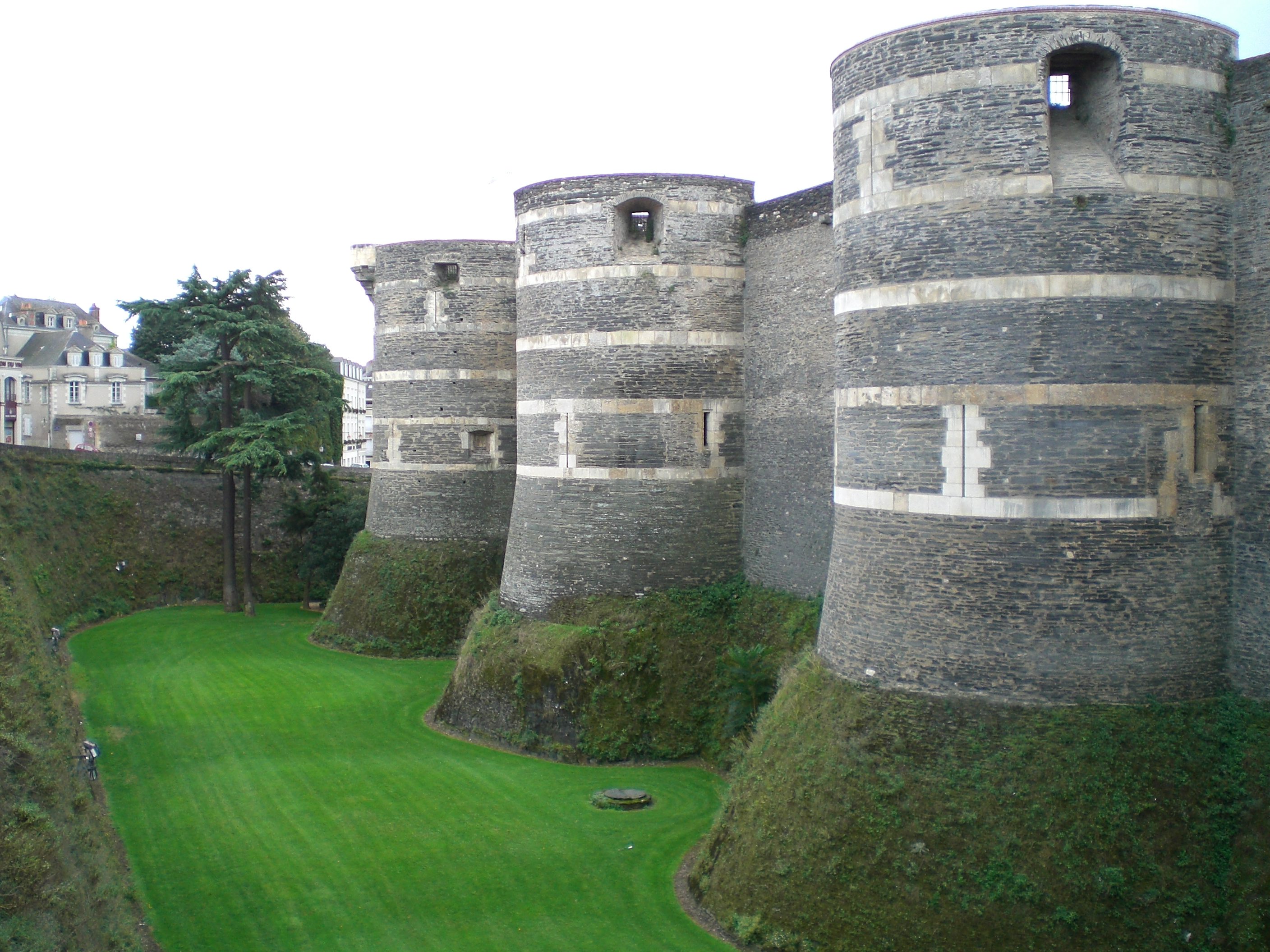
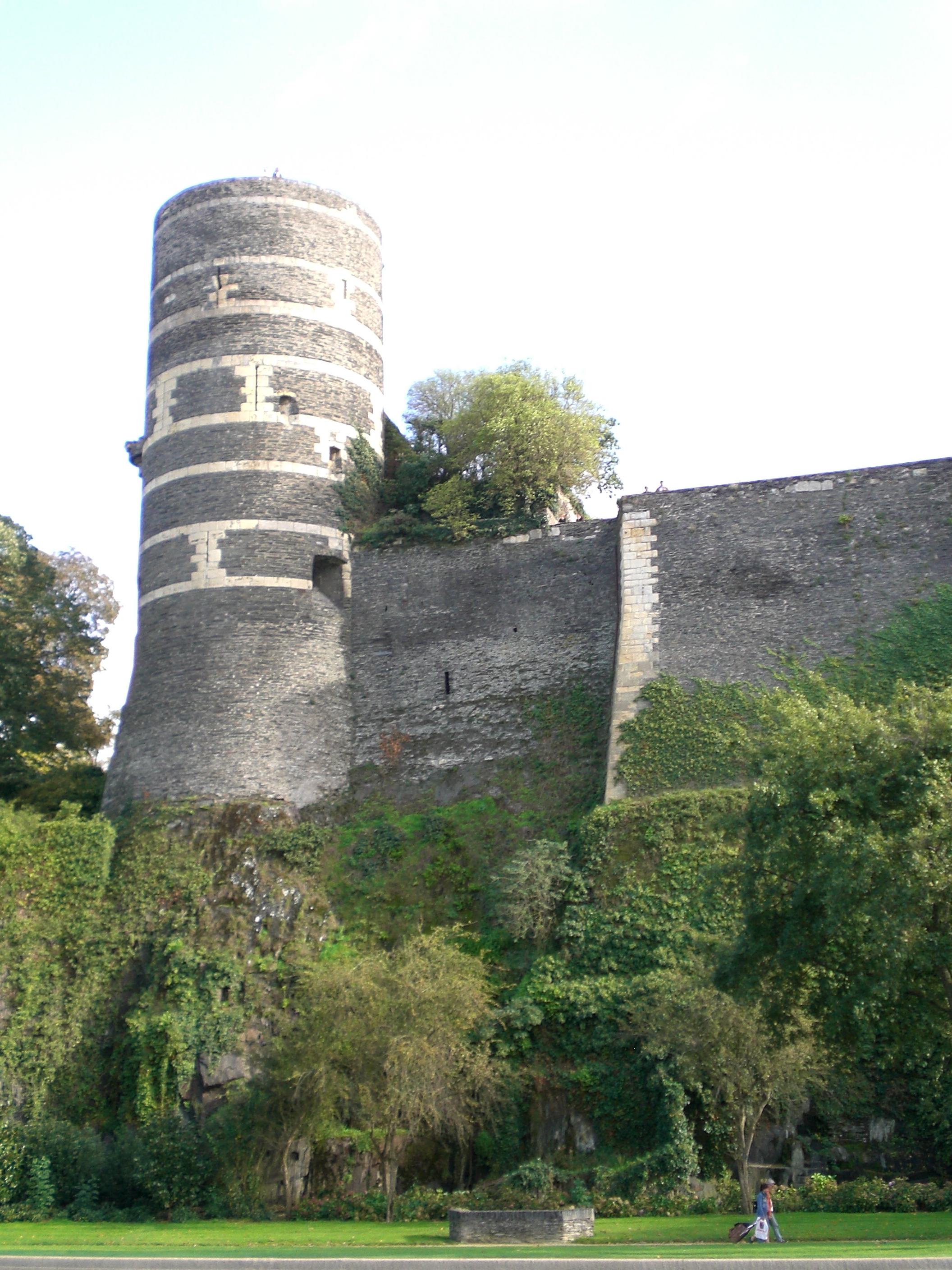
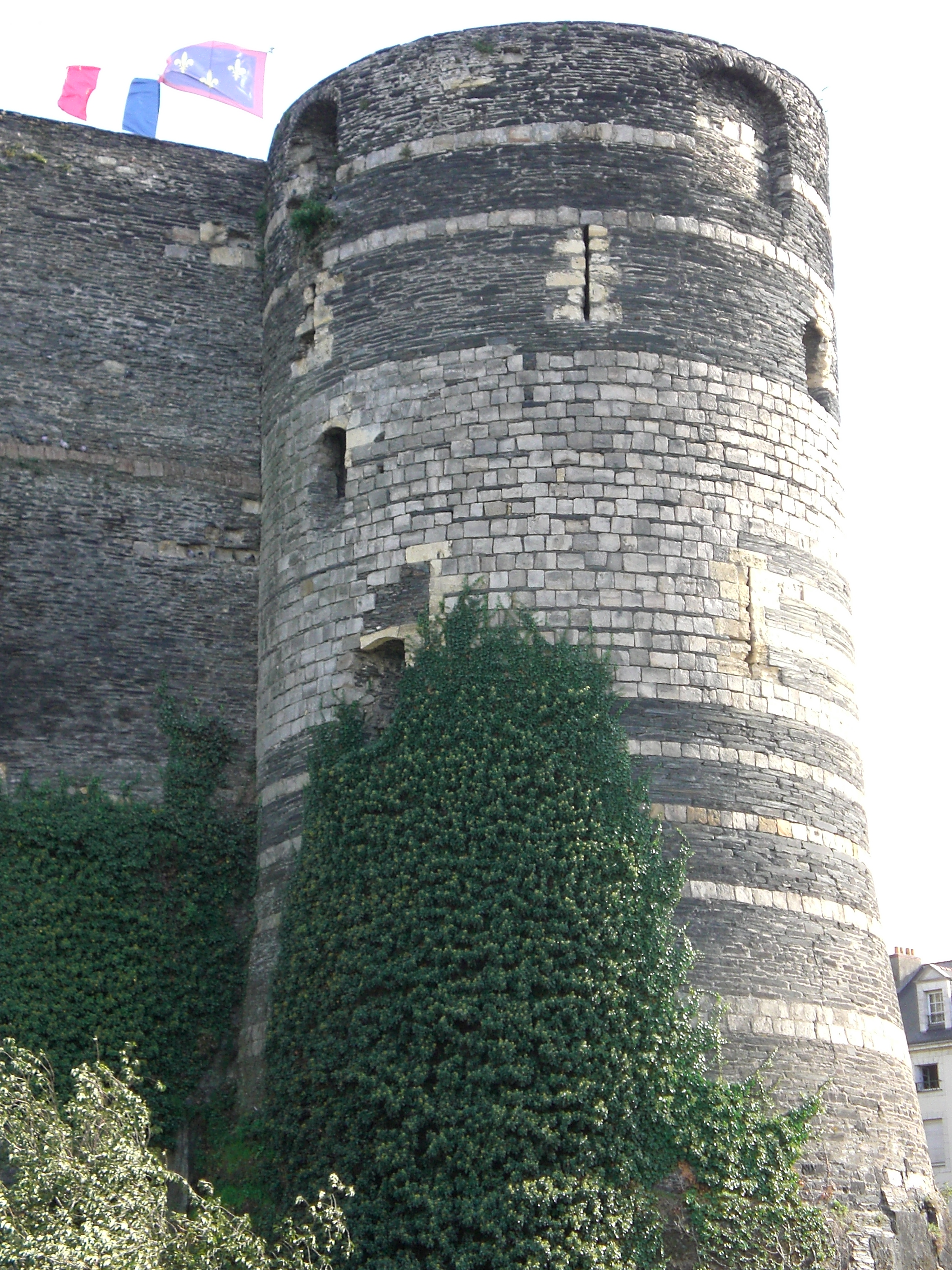

### Os fossos-jardim
Os fossos foram escavados desde a construção da fortaleza, sob Luís IX. A sul, separam agora o castelo do Faubourg de l'Esvière, construído na colina do mesmo nome. A norte, impoem o limite entre a cidade e o castelo. Estes fossos foram ampliados no século XIV e, depois, no século XVI. Encontram-se ali dois poços: um a leste e o outro a norte. Apesar do Maine passar ao pé do castelo, nunca esteve em questão encher os fossos com água, principalmente por causa do desnível do terreno.
Son o Rei Renato, os fossos foram transformados em liças para o desenrolar dos torneios que o duque tanto apreciava. No século XVIII, os fossos albergaram jardins e pomares. A cidade de Angers tornou-se locatária dos fossos em 1912. Até 1999, o município teve ali gamos. Depois, os fossos foram transformados em jardis medievais.

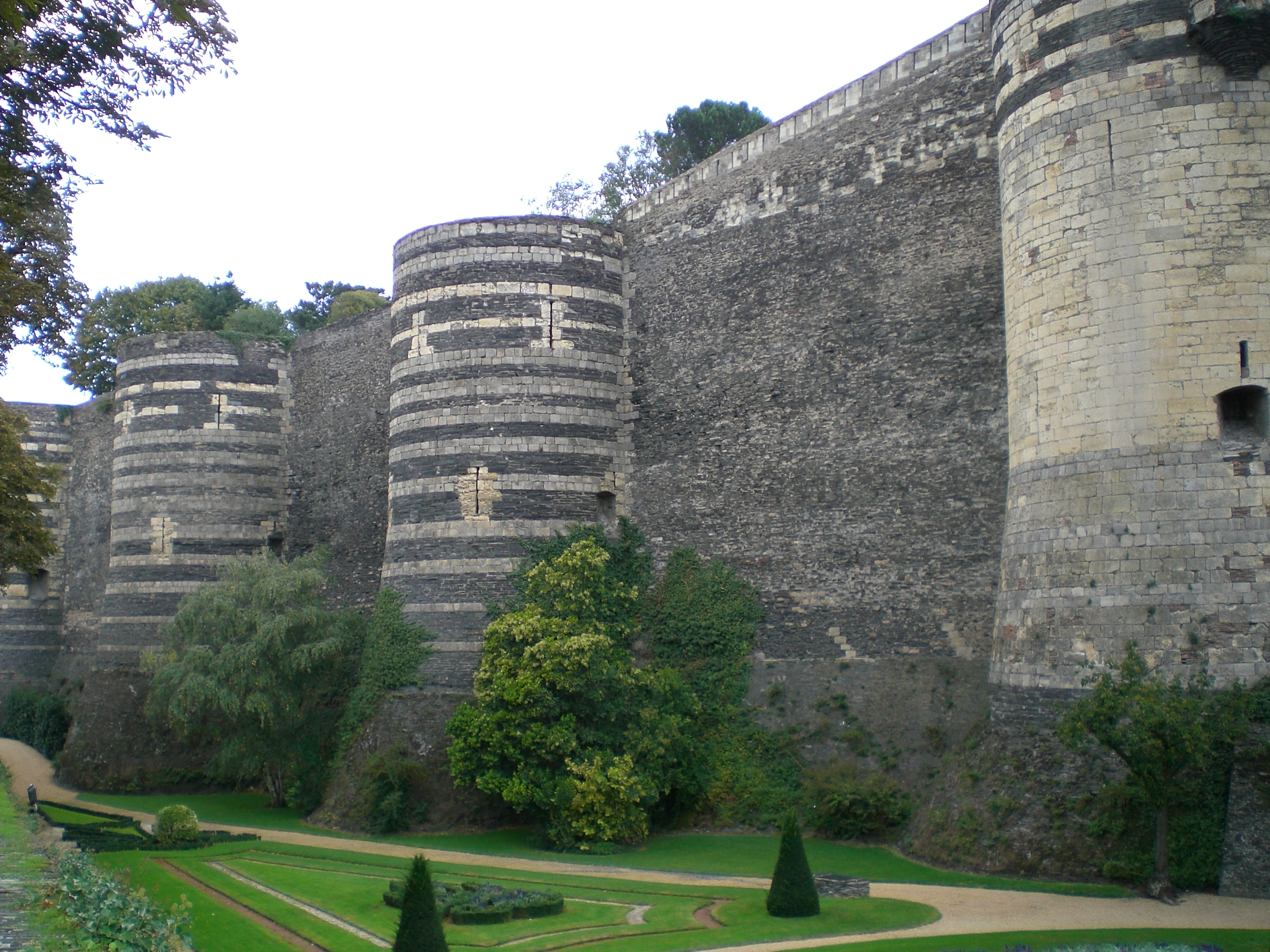
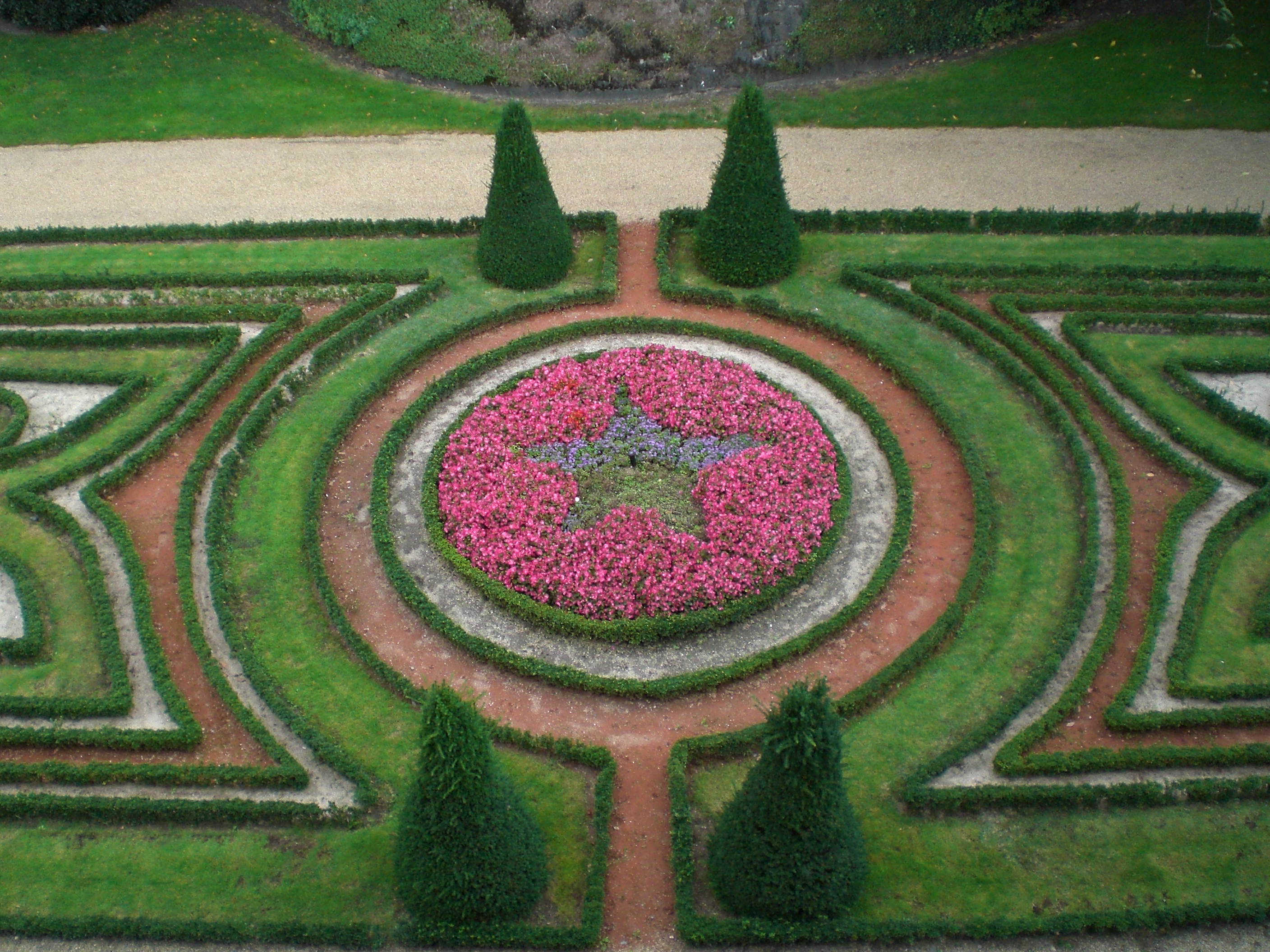
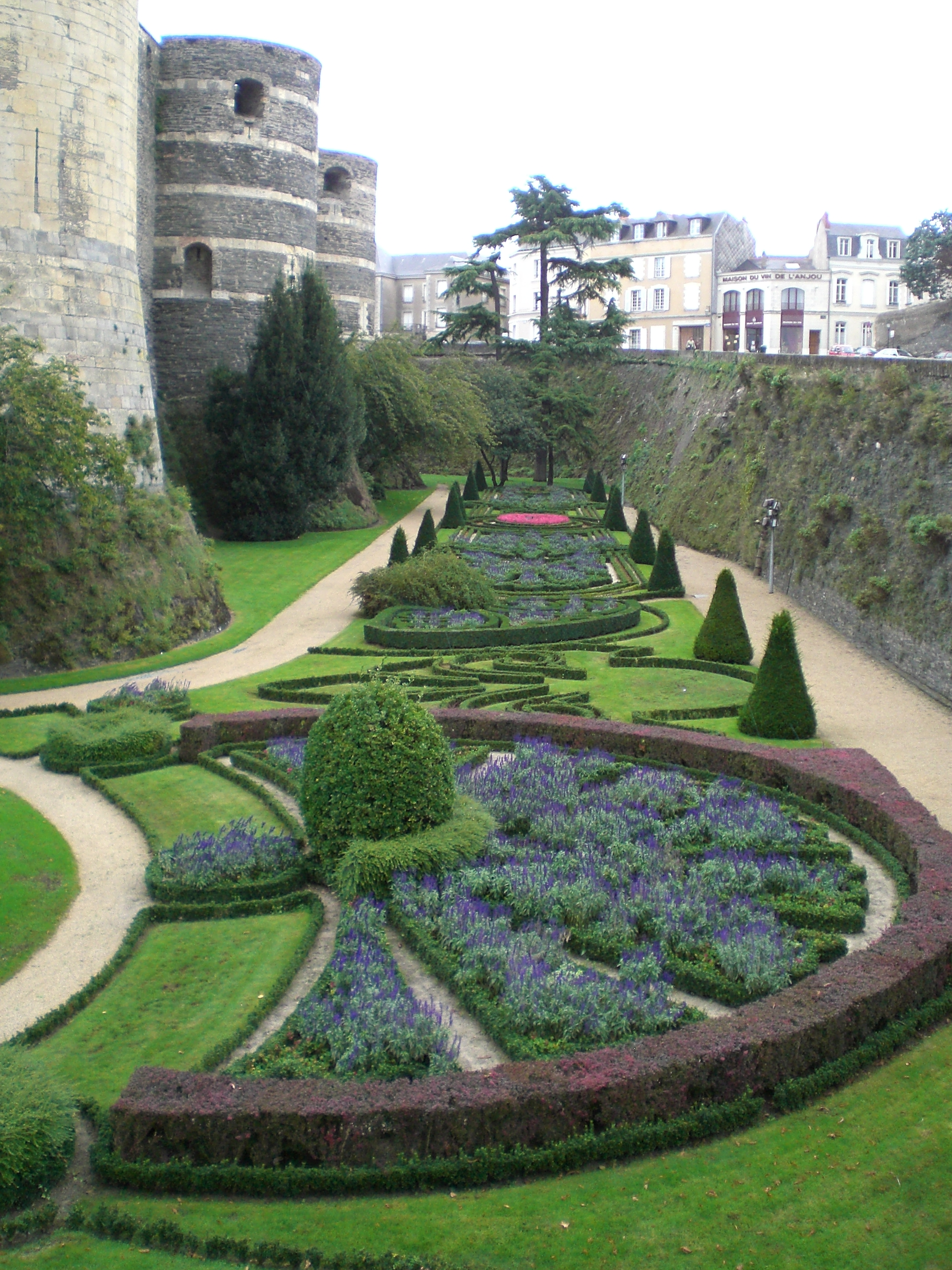
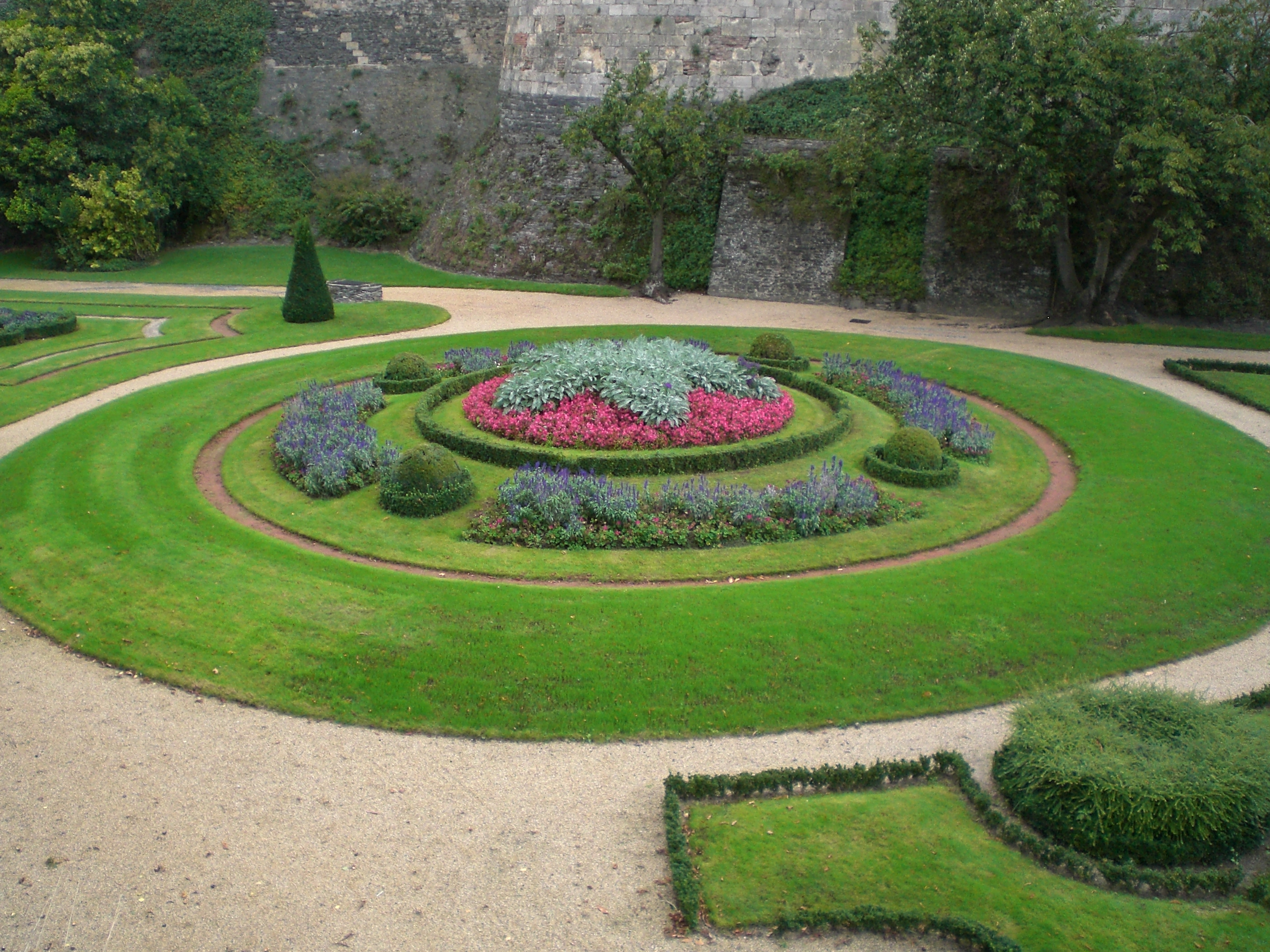
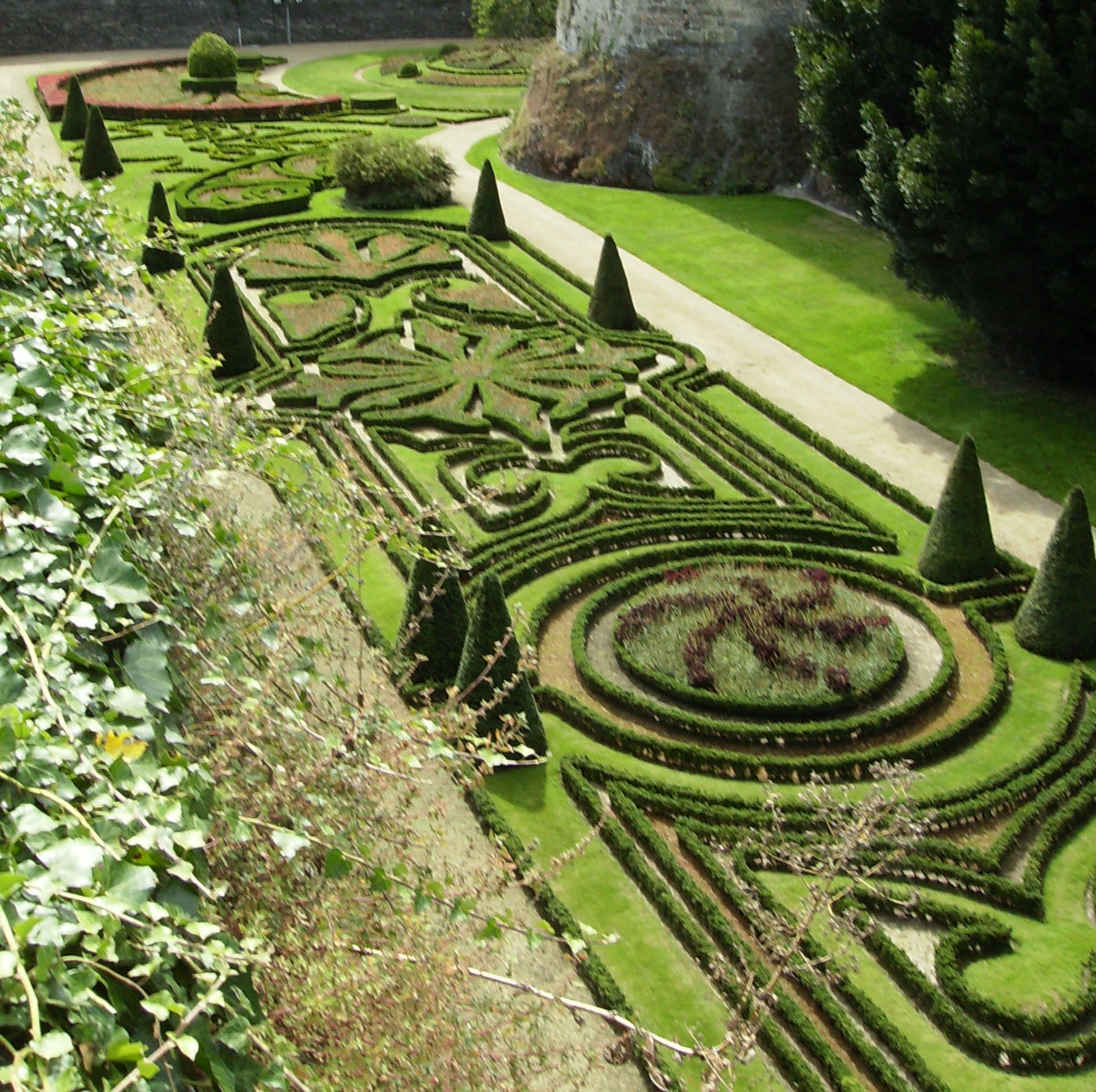

### O pátio interior
As estruturas que se encontram no pátio interior são, por ordem de construção:
- a Grande Sala
- a Capela Saint-Laud
- a residência real (logis royal)
- a capela - esta capela eleva-se como um testemunho medieval do estilo arquitectónico do gótico angevino.
- a Galeria do Rei Renato
- o Châtelet, copnstruído em 1450
- a residência do governador (logis du gouverneur)
- a Galeria do Apocalipse

### Galeria do Apocalipse

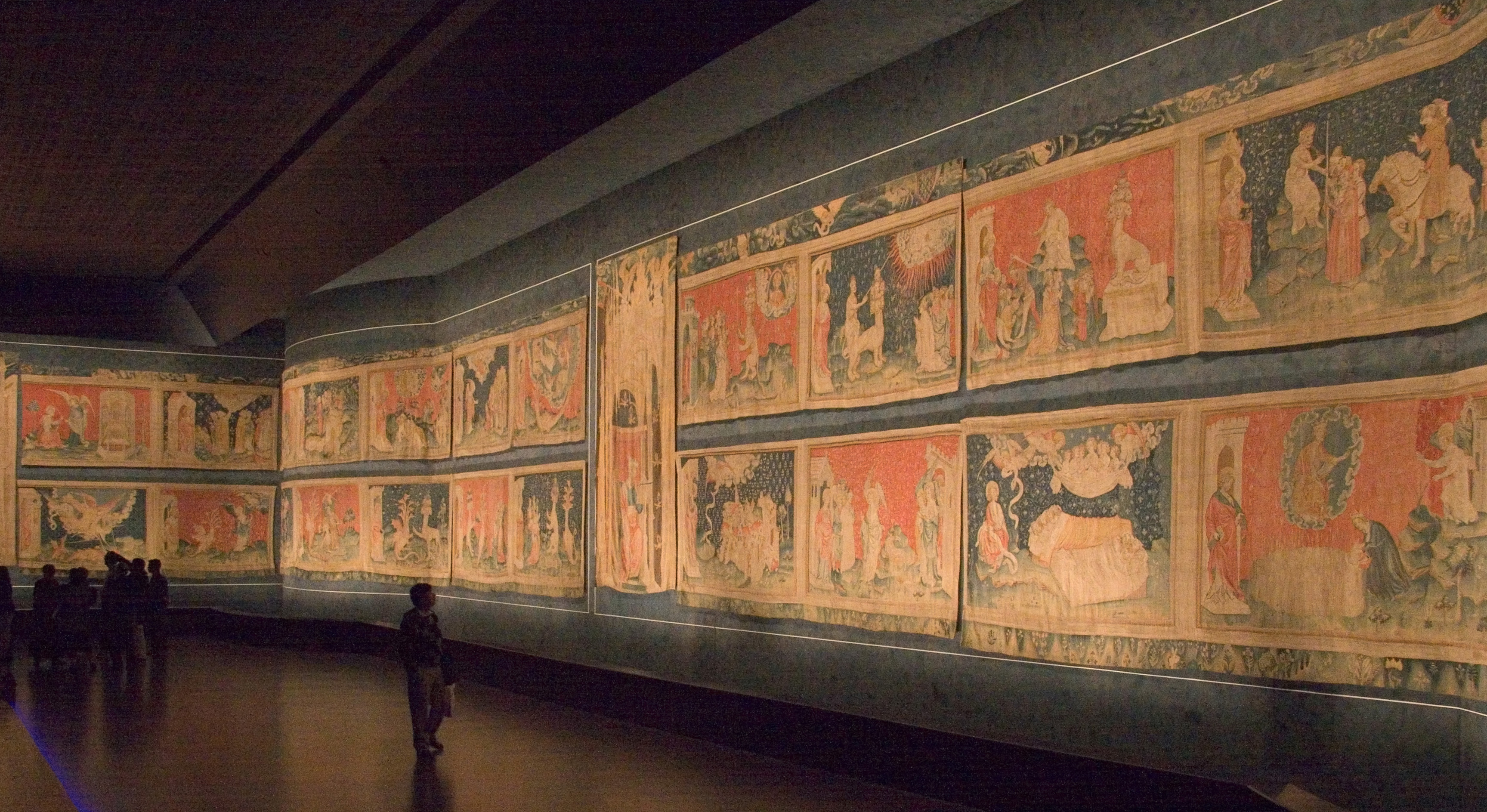
A Tapeçaria do Apocalipse.

Na Galeria do Apocalipse, construída entre 1952 e 1954 no espaço de edifícios do castelo  desaparecidos, está exposta uma obra de arte especial. A tapeçaria ilustra o último livro da Bíblia, escrito por João no final do século I. O ciclo foi encomendado em 1375 por Luís I, Duque de Anjou, e provavelmente terminado em 1382. A obra impressiona pelo seu extraordinário tamanho: é constituída por 70 cenas conservadas até hoje, que se revelam oa longo de cerca de 100 metros de comprimento com 4,50 metros de altura.

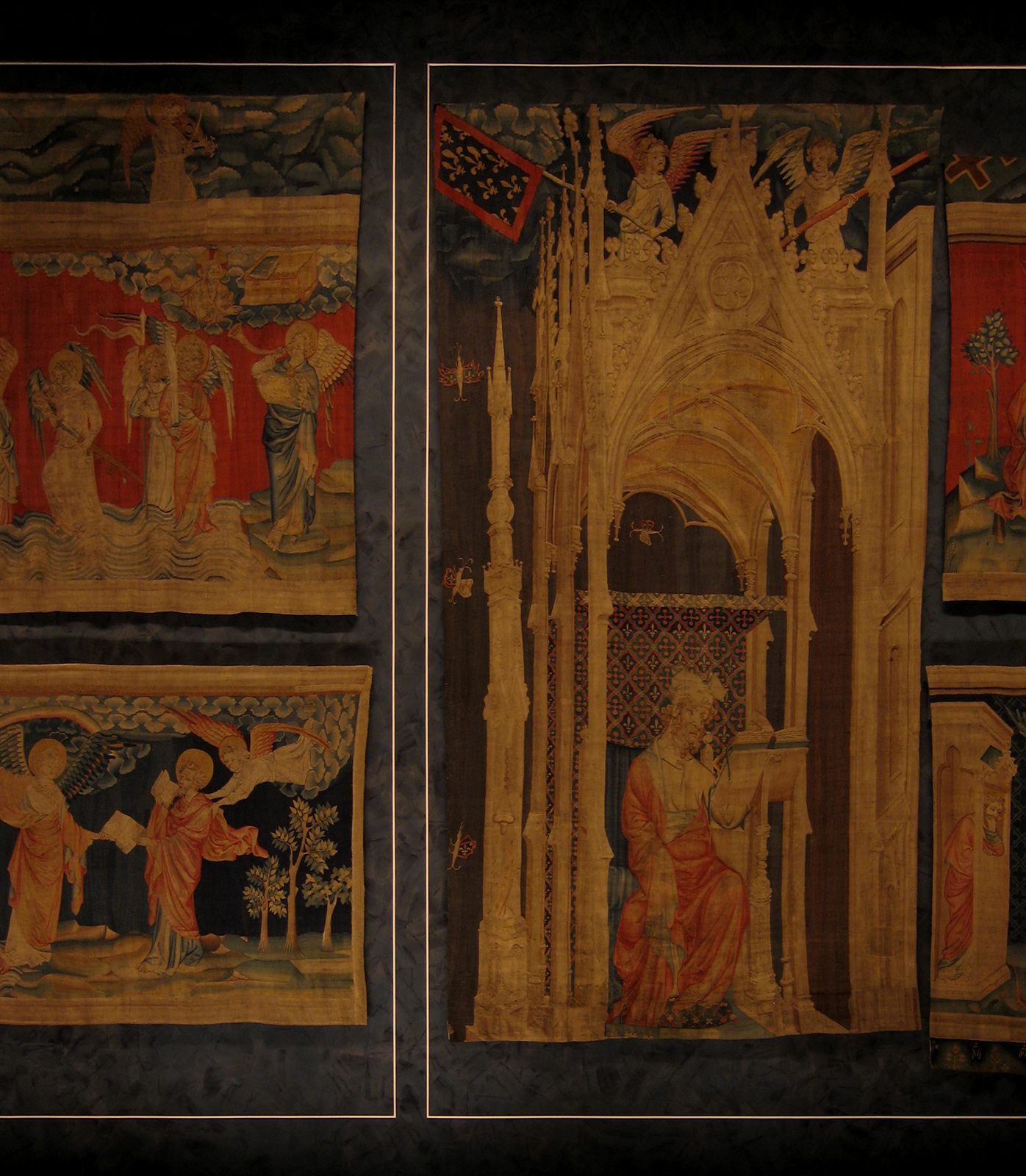
Tapeçarias na Galeria do Apocalipse.

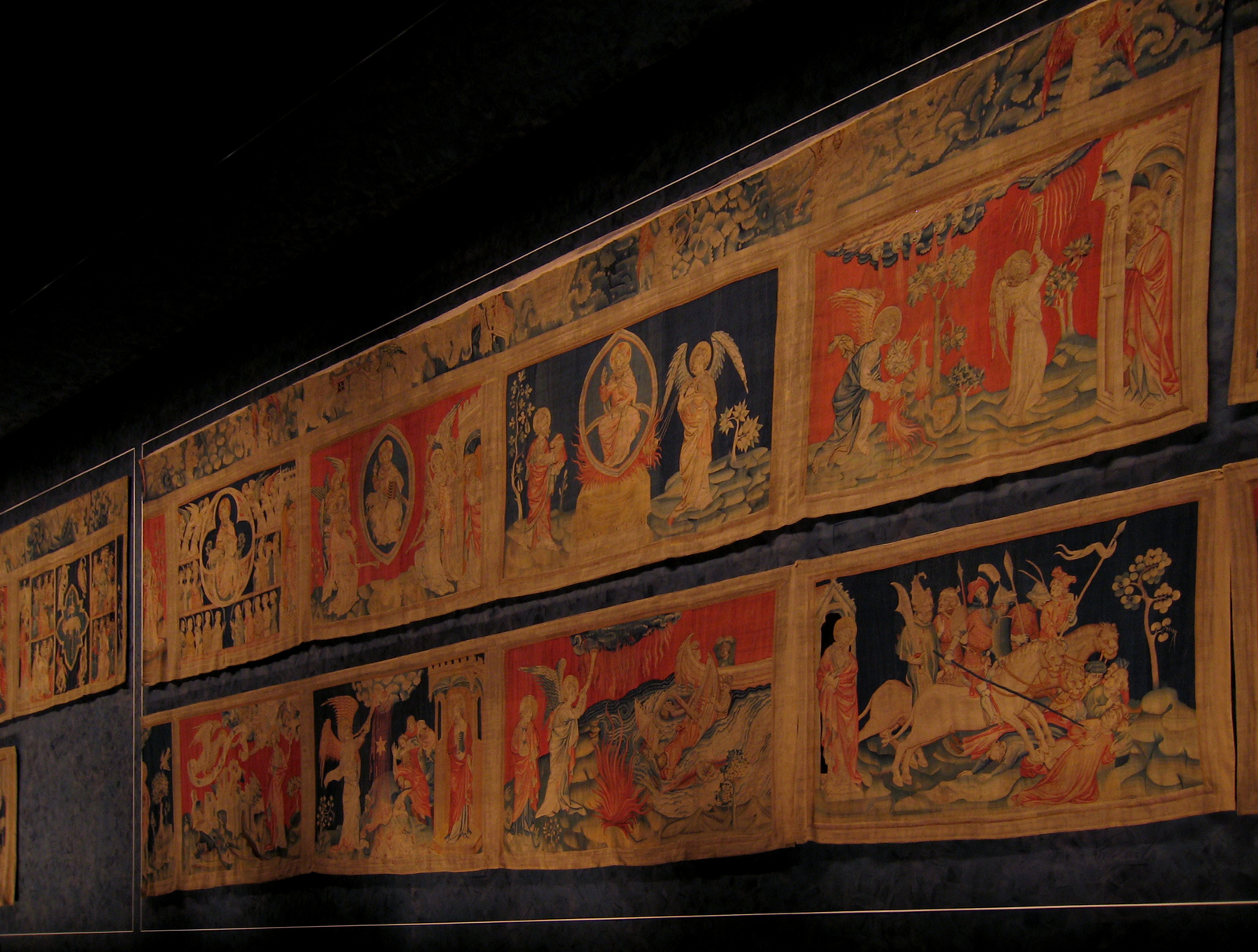
Tapeçarias na Galeria do Apocalipse.

A Galeria do Apocalipse é a mais antiga tapeçaria sobrevivente com estas dimensões. O seu estilo e qualidade técnica são a prova da ambição do cliente real, irmão do Rei Carlos V. Para além da representação do Apocalipse, a obra também fornece informações sobre a situação social e política no final do século XIV, quando ainda durava a Guerra dos Cem Anos.
Não se conhece nem a finalidade desta tapeçaria nem o espaço para o qual estava destinada. Talvez só tenha sido pendurada no recinto do castelo, a céu aberto, em grandes ocasiões. Geralmente, na Idade Média as tapeçarias de parede nos edifícios residenciais ou religiosos tinham a tarefa de proteger das correntes de ar e embelezar. Tal como o mobiliário, também as tapeçarias de parede eram levadas nas viagens, desempenhando, como presentes, um papel na manutenção das relações diplomáticas.
Talvez tenha sido um magnífico cenário para a Ordre de la Croix (Ordem da Cruz), fundada por Luís I por volta de 1370. Isto é sugerido pelo facto da tapeçaria conter uma bandeira com a Cruz com uma barra dupla, em sinal de devoção do duque pela Relíquia da verdadeira Cruz em Anjou. Não se pode ter a certeza, mas é muito provável que a importância deste tapete fosse conhecida na época.
Só no período barroco foi sentida a perda de interesse por esta preciosidade. Em 1782, as cenas foram colocadas à venda. Durante a revolução francesa form cortadas e usadas como cobertores, tapetes ou  coberturas para proteger as laranjeiras do frio no Inverno. Em 1843, uma grande parte dos fragmentos da tapeçaria foram comprados pelo Bispo de Angers à colecção do domínio, enquanto outros foram achados depois duma busca obstinada. No entanto, cerca de um terço das cenas ficou perdido para sempre. As cores brilhantes originais ainda são visíveis na parte de trás. A parte da frente ficou consideravelmente mais esbatida, o que justifica as medidas tomadas hoje contra o excesso de luz. O edifício que alberga actualmente o ciclo de tapeçarias foi construído especialmente para esse fim entre 1953 e 1954.
O primeiro tapete está praticamente intacto nas suas antigas dimensões, assim como o quarto e o quinto. Dos outros restam cenas simples e fragmentos, não podendo ser atribuídos em todos os casos a um tapete certo.